# El Cachanilla
El Cachanilla är en ort i Mexiko.   Den ligger i kommunen La Paz och delstaten Baja California Sur, i den västra delen av landet, 1 200 km väster om huvudstaden Mexico City. El Cachanilla ligger 203 meter över havet och antalet invånare är 626.
Terrängen runt El Cachanilla är lite kuperad, och sluttar västerut. Runt El Cachanilla är det glesbefolkat, med 20 invånare per kvadratkilometer. Närmaste större samhälle är Melitón Albáñez Domínguez, 15,4 km väster om El Cachanilla. Omgivningarna runt El Cachanilla är i huvudsak ett öppet busklandskap.